# آر إس 25

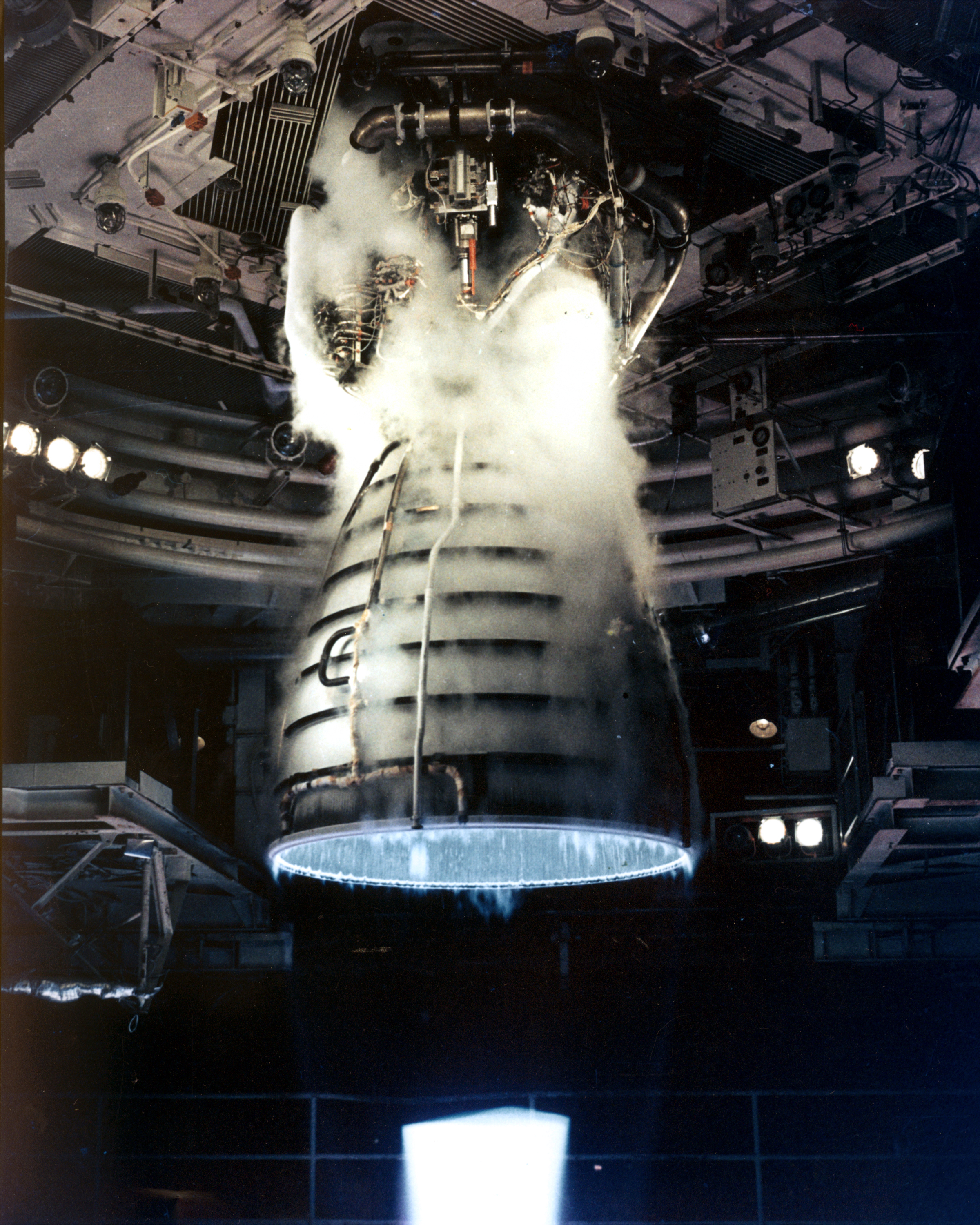
اختبار إطلاق آر إس 25

إيروجيت روكتداين آر إس 25 (بالإنجليزية: Aerojet Rocketdyne RS-25)‏، ويُعرف أيضًا بـ المحرك الرئيس للمكوك الفضائي (SSME)، وهو محرك صاروخي معتمد على الوقود السائل المُبرد، استُخدم في برنامج المكوك الفضائي الخاص بوكالة ناسا. تخطط ناسا أن تستخدم المحرك آر إس 25 في المنظومة التي ستكون خليفة لمنظومة المكوك الفضائي، وهو نظام الإقلاع للفضاء (SLS).
صُمم هذا المحرك وصُنع داخل الولايات المتحدة بواسطة شركة روكتداين، التي عُرفت بعد ذلك بشركة برات آند ويتني روكتداين وإيروجيت روكتداين، ويستخدم محرك آر إس 25 وقود الهيدروجين السائل المُبرد والأكسجين السائل، وينتج كل محرك دفعًا مقداره 1859 كيلونيوتن لحظة إطلاق المكوك. بدأ التصميم الفعلي الشامل للمحرك آر إس 25 في سبعينيات القرن الماضي مع أول بعثة للمكوك الفضائي «إس تي إس 1» التي أُطلقت يوم 12 أبريل عام 1981 على الرغم من أن تاريخه يرجع إلى ستينيات القرن الماضي. مر المحرك آر إس 25 بالعديد من المراحل التطويرية عبر تاريخ تشغيله للتحسين من صلابته، وعوامل الأمان الخاصة به، ووسائل صيانته.
ينتج المحرك اندفاعًا نوعيًا (Isp) بمقدار 452 ثانيةً  في الفراغ، أو 366 ثانيةً عند مستوى سطح البحر، وتبلغ كتلته 3.5 طن، ويتميز هذا المحرك بقدرته على التدرج في مستوى القوة التي ينتجها بين 67% إلى 109% بمعدل زيادة 1%. تعمل مكونات هذا المحرك في درجات حرارة تتراوح بين 253 درجة مئوية تحت الصفر إلى 3300 درجة مئوية.
استخدم المكوك الفضائي مجموعة مكونة من ثلاثة محركات من نوع آر إس 25 مثبتة في مؤخرة المكوك، وتسحب هذه المحركات وقودها من الخزان الخارجي للمكوك الفضائي. استُخدمت هذه المحركات خلال صعود المكوك إلى الفضاء بشكل كامل، مع حصول المكوك على دفع إضافي من خلال المعززين الصاروخيين المعتمدين على الوقود الصلب، ومحركي منظومة المناورة المدارية للمكوك من نوع إيه جيه 10 (AJ-10). تُزال المحركات من المكوك الفضائي عقب عودته إلى الأرض من كل بعثة، وتُفحص جيدًا وتُرمم قبل أن تستخدم مرةً أخرى في البعثات التالية.

## المكونات

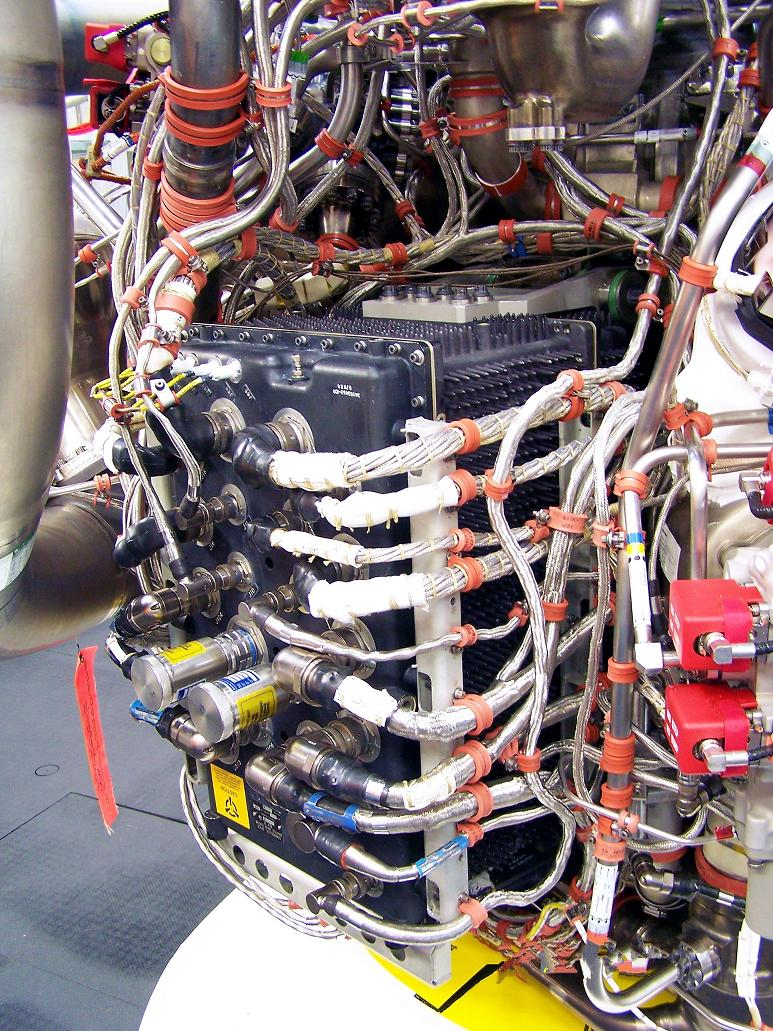
المحرك الرئيسي لمكوك الفضاء (SSME) بلوك II المتحكم.

يتكون محرك آر إس 25 من مجموعة من المضخات المختلفة، والصمامات، ومكونات أخرى تعمل معًا لينتج الدفع اللازم للرحلة. يحصل المحرك على وقود الهيدروجين السائل والعامل المؤكسد (الأكسجين السائل) من الخزان الخارجي، إذ يتدفق كل من الوقود والعامل المؤكسد خلال صمامات داخل المكوك الفضائي عبر خطوط الإمداد الخاصة بنظام الدفع الرئيس للمكوك (MPS)، بينما يتدفق الوقود والعامل المؤكسد في نظام الإقلاع للفضاء (SLS) من داخل صاروخ المرحلة الأساسية إلى خطوط إمداد نظام الدفع الرئيس بشكل مباشر. يتفرع كل من الوقود والعامل المؤكسد داخل خطوط الإمداد تلك ليعبر كل منهما في مسار منفرد حتى يصلا إلى كل محرك من محركات المكوك الثلاثة (أربعة في منظومة SLS). وتوجد صمامات في كل مسار؛ لتتحكم في تدفق هذه المواد الدافعة إلى كل محرك.
تتدفق المواد الدافعة، بعد دخولها إلى المحرك، عبر مضخات توربينية منخفضة الضغط لكل من الوقود والعامل المؤكسد، ثم تتدفق عبر مضخات توربينية عالية الضغط. وتأخذ المواد الدافعة مسارات مختلفة داخل المحرك عبر هذه المضخات عالية الضغط. يتفرع مسار العامل المؤكسد إلى أربعة مسارات منفصلة: مسار متجه إلى المبادل الحراري للعامل المؤكسد الذي ينقسم بدوره إلى خزان ضغط العامل المؤكسد وأنظمة كبح تأثير بوغو، ومسار متجه إلى مضخة العامل المؤكسد التوربينية منخفضة الضغط، ومسار متجه إلى الحارق الأولي للعامل المؤكسد مرتفع الضغط حيث يتفرع من عنده إلى مضخة الوقود التوربينية عالية الضغط ومضخة العامل المؤكسد التوربينية عالية الضغط قبل أن تتحد المواد الدافعة مرةً أخرى داخل الأنابيب المتشعبة للغازات الساخنة لتصل إلى غرفة الاحتراق الرئيسة (MCC)، ومسار متجه إلى حواقن غرفة الاحتراق الرئيسة بشكل مباشر.
يتدفق الوقود خلال هذه الأثناء عبر صمام الوقود الرئيس إلى أنظمة التبريد بالاستنزاف الخاصة بغرفة الاحتراق الرئيسة والفوهة الدافعة، وعبر صمام غرفة التبريد. يمر الوقود خلال أنظمة التبريد الخاصة بغرفة الاحتراق الرئيسة، ثم يعود عبر مضخة الوقود التوربينية منخفضة الضغط قبل أن يتجه إلى أنظمة الضغط بخزان الوقود أو إلى نظام التبريد بالأنابيب المتشعبة للغازات الساخنة (والذي يعبر من خلاله إلى غرفة الاحتراق الرئيسة). يتحرك الوقود الموجود عند أنظمة تبريد الفوهة وصمامات غرفة التبريد عبر الحوارق الأولية إلى مضخة الوقود ومضخة العامل المؤكسد التوربينية عالية الضغط قبل أن يتحد مرةً أخرى عند الأنابيب المتشعبة للغازات الساخنة؛ حيث يعبر من هناك إلى حواقن غرفة الاحتراق الرئيسة. تمتزج المواد الدافعة عند وصولها إلى هذه الحواقن، ثم تُحقن إلى غرفة الاحتراق الرئيسة، حيث تحترق داخلها. يندفع هذا المزيج المحترق من المواد الدافعة، فيخرج عبر عنق فوهة المحرك، وتُنتج قوة الدفع من ضغط خروج هذه المواد من الفوهة.

### الفوهة
يبلغ طول فوهة هذه المحركات نحو 3.1 متر، بعرض يصل إلى 0.26 متر عند العنق، و2.3 متر عند نهاية الفوهة. صُممت الفوهة على شكل الجرس، وهي منبثقة من داخل غرفة الاحتراق الرئيسة، ويُعرف تصميم هذه الفوهة بفوهة دي لافال. تتميز فوهة المحرك آر إس 25 بمعدل تمدد شديد الارتفاع يصل إلى 77.5:1 تقريبًا من ضغط غرفة الاحتراق الرئيسة. وعند مستوى سطح البحر، يمكن أن يسبب هذا المعدل المرتفع حالة انفصال سريان بين المواد النفاثة وفوهة المحرك، ما قد تسبب صعوبات في التحكم بالمحرك، ويمكن أيضًا أن تسبب تلفًا ميكانيكيًا في المكوك. ولهذا، أجرى المهندسون في شركة روكتداين بعض التعديلات على زوايا جدران الفوهة؛ حتى تكون في الوضع الأمثل لإنتاج قوة الدفع؛ للتحسين من كفاءة تشغيل المحرك، مع خفض هذه الزوايا بالقرب من نهاية الفوهة. رفعت هذه التعديلات من قيمة الضغط عند حافة الفوهة بين 32 إلى 39 كيلوباسكال، وبهذا قضت على حالة انفصال السريان داخل الفوهة. ينخفض ضغط الجزء الداخلي من التدفق الصاروخي، فيصل إلى 14 كيلوباسكال أو أقل. يُبرد السطح الداخلي للفوهة باستخدام الهيدروجين السائل المتدفق عبر أنابيب جدارية للتبريد مصنوعة من الفولاذ المقاوم للصدأ. وتعتبر الحلقة الداعمة الملحومة عند النهاية الأمامية للفوهة نقطة الاتصال بين المحرك والدرع الحراري للمكوك الفضائي. تعتبر الحماية الحرارية ضرورية بسبب تعرض بعض الأجزاء من الفوهة لدرجات حرارة عالية جدًا أثناء مراحل البعثة المختلفة من الإطلاق، والارتفاع إلى الفضاء، والمناورات المدارية، ودخول الغلاف الجوي. يتكون نظام العزل الحراري من أربع طبقات من الحشوات المعدنية المغطاة برقائق معدنية مع وجود طبقة حاجبة عليها.

### نظام الهيليوم
يوجد في نظام الدفع الرئيس للمركبة، بالإضافة إلى أنظمة الوقود والعامل المؤكسد، نظام هيليوم يتكون من عشرة خزانات مع وجود عدد من الأجهزة المنظمة المختلفة، وصمامات الاتجاه الواحد، وخطوط التوزيع، وصمامات التحكم. يستخدم هذا النظام أثناء الرحلة لتنقية المحرك، وإنتاج الضغط اللازم لتشغيل صمامات المحرك الموجودة بنظام التحكم في المواد الدافعة، وفي حالات الطوارئ عند توقف المحركات. يستخدم الهيليوم المتبقي على متن المكوك الفضائي أثناء دخول الغلاف الجوي في تنقية المحركات، وإعادة ضبط الضغط.

## تاريخ
يرجع تاريخ المحرك آر إس 25 إلى ستينيات القرن الماضي عندما أجرى مركز مارشال لبعثات الفضاء التابع لناسا مجموعة من الدراسات بالتعاون مع شركة روكتداين على المحركات عالية الضغط، التي طُورت من المحركات الناجحة من نوع جيه 2 (J-2) المستخدمة في المرحلتين إس 2 (S-II) وإس 4 بي (S-IVB) من الصاروخ ساتورن 5 خلال برنامج أبوللو الفضائي. أُجريت هذه الدراسات ضمن برنامج لتطوير محركات الصاروخ ساتورن 5، التي أنتجت تصميمًا لمحرك مرحلة صاروخية عليا بقوة 1600 كيلو نيوتن عُرف باسم إتش جي 3 (HG-3). وألغي مشروع تطوير هذا المحرك بالإضافة إلى النسخة المُطورة من المحرك إف 1 (F-1)، التي اختُبرت بالفعل، بسبب انتهاء تمويل برنامج أبوللو الفضائي تدريجيًا. وكان تصميم المحرك إتش جي 3 هو الأساس الذي صُمم عليه المحرك آر إس 25.